# サンベネデット

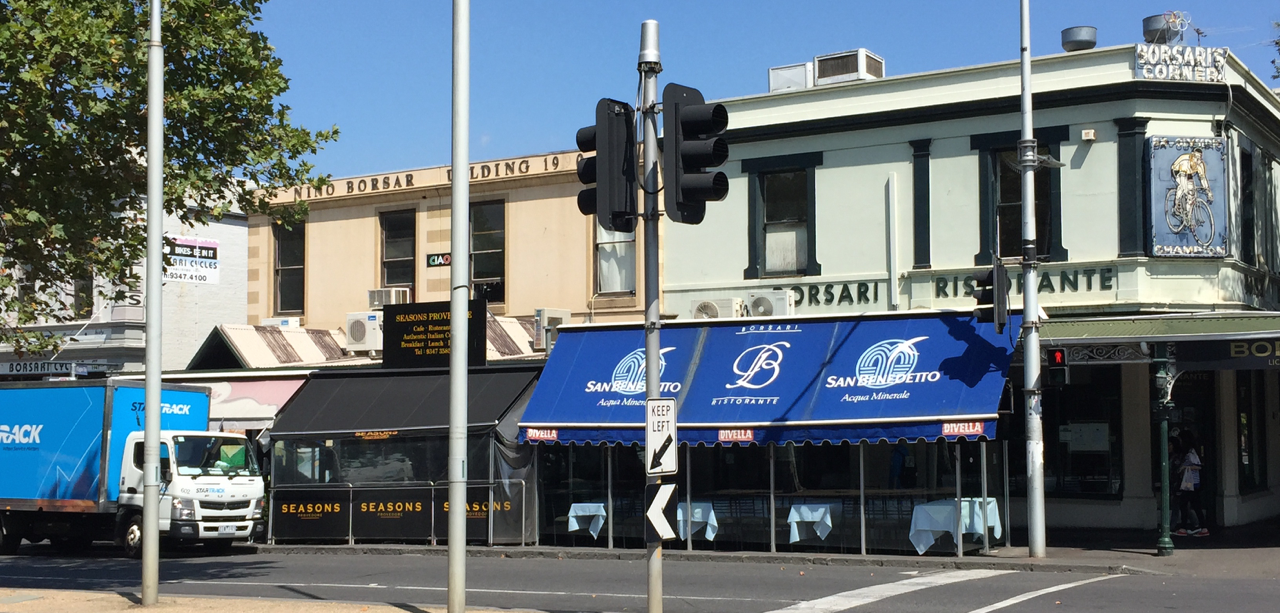
サンベネデットのロゴ

サンベネデット、サン・ベネデット（イタリア語: San Benedetto）はイタリアのミネラルウォーターのブランド。同名の会社である株式会社 Acqua Minerale San Benedetto (Acqua Minerale San Benedetto S.p.A.) が製造している。採水地はヴェネツィアの北西30キロメートルほどにあるスコルツェ。会社の設立は20世紀ではあるがそれ以前から水の存在は知られており、ベネチア貴族も治療用に使用したという。アルプス山脈の雪が自然に濾過され地下330メートルから揚がる水を利用している。名称は、この水がわき出ている古代の泉がサン・ベネデットと名付けられていることにちなむ。
このミネラルウォーターの製造元である会社は1956年10月にスカットリン家のブルーノとエルメネジルドの兄弟により設立された。2012年にはこのミネラルウォーターはブリュッセルに本部がある国際味覚審査機構 (International Taste & Quality Institute) より優秀味覚賞 (Superior Taste Award) の三つ星を受賞している。2018年時点の公式サイトによれば販路は5大陸100か国におよぶ。
評価としてはミネラルバランスが良いとされる点や、アリタリア-イタリア航空の機内サービスで使用される実績などが挙げられる。

## 種類
炭酸入りと炭酸なしがあり、それぞれ複数の容量のパッケージをラインナップとしてもつ。以下に一例を挙げる。
フリッザンテ、フリッツァンテ (Frizzante)
炭酸あり。冷え性、肩こりによいとされる硬度の高いアルカリ性炭酸水の例として挙げられる。
ナトゥラーレ (Naturale)
炭酸なし。体や顔のむくみに良いとされるアルカリ性中硬水の例として挙げられる。